# Brązowa Gwiazda
Brązowa Gwiazda (ang. Bronze Star Medal) – gwiazda Sił Zbrojnych Stanów Zjednoczonych przyznawana za odwagę w obliczu nieprzyjaciela, bohaterstwo lub przykładną służbę. Zajmuje jedenaste (do lutego 2013 – dziesiąte) miejsce według starszeństwa amerykańskich odznaczeń wojskowych. Może być nadana cudzoziemcom.
Odznaczenie może być nadane wielokrotnie. Kolejne nadanie jest oznaczane poprzez nałożenie na wstążkę (oraz baretkę) brązowej odznaki w formie pęku liści dębowych (oak leaf cluster) w Siłach Lądowych i Powietrznych, lub złotej pięcioramiennej gwiazdki w Marynarce Wojennej, Piechocie Morskiej i Straży Wybrzeża USA. Pięć odznak brązowych lub gwiazdek złotych jest zastępowanych odznaką względnie gwiazdką srebrną. Gwiazdę nadaną za zasługi bojowe i męstwo w obliczu wroga wyróżnia się brązową literą „V” (ang. valor – waleczność, męstwo) umieszczoną na wstążce i baretce.